# Jerry Lee Lewis (musikalbum, 1979)
Jerry Lee Lewis är den amerikanska sångaren och pianisten Jerry Lee Lewis 35:e studioalbum, utgivet den 17 augusti 1979. Albumet var det första som gavs ut på skivbolaget Elektra efter att han bytt från Mercury Records 1978.

## Låtlista
| 1. | "Don't Let Go"            | Jesse Stone                   | 3:06 |
| 2. | "Rita May"                | Bob Dylan, Jacques Levy       | 2:41 |
| 3. | "Every Day I Have to Cry" | Arthur Alexander              | 3:50 |
| 4. | "I Like It Like That"     | Allen Toussaint, Chris Kenner | 2:32 |
| 5. | "Number One Lovin' Man"   | Jim Cottengim                 | 3:47 |

| 6.           | "Rockin' My Life Away"        | Mack Vickery              | 3:24  |
| 7.           | "Who Will the Next Fool Be"   | Charlie Rich              | 5:48  |
| 8.           | "(You've Got) Personality"    | Harold Logan, Lloyd Price | 3:22  |
| 9.           | "I Wish I Was Eighteen Again" | Sonny Throckmorton        | 3:40  |
| 10.          | "Rocking Little Angel"        | Jimmie Rogers             | 2:00  |
| Total längd: | Total längd:                  | Total längd:              | 32:01 |